# Gates to Purgatory
Gates to Purgatory (с англ. — «Врата в Чистилище») — дебютный студийный альбом немецкой метал-группы Running Wild, выпущенный западногерманским лейблом Noise Records 26 декабря 1984 года.
Записан в западноберлинской студии Caet в июне 1984 года. В течение первых трёх месяцев разошёлся тиражом около 20 000 экземпляров, попав в национальный метал-чарты. В настоящее время продано по всему миру свыше 235 тысяч дисков.

## Песни
- Песня Рольфа Каспарека и Причера «Adrian (S.o.S)» первоначально была записана в 1983 году на студии «Preußen» и результатом музыканты остались очень недовольны. Тем не менее этот вариант вошёл в демо-ленту «Heavy Metal like a Hammerblow», а также издан на сборнике «Rock from Hell» (без подзаголовка «S.o.S.»). Позже для альбома она была перезаписана.
- Песни «Genghis Khan» и «Soldiers of Hell» (обе в концертном исполнении) также ранее вышли на демо-ленте «Heavy Metal like a Hammerblow» (1983).
- Композиция «Prisoner of Our Time» (автор — Причер; иногда пишется «Prisoners of Our Time») с 1984 года исполняется практически на каждом концерте группы.
- Песня «Diabolic Force» была в включена в сборник разных групп «Metal Attack vol.1», выпущенный лейблом Noise Records в 1985 году (N 0022)[2].
- Песни «Soldiers of Hell», «Prisoner of Our Time» и «Walpurgis Night» в 1991 году были перезаписаны составом того времени и изданы на сборнике «The First Years Of Piracy»[3].

## Список композиций
1. Victim of States Power (рус. Жертва государственной власти) — 3:36
2. Black Demon (рус. Чёрный демон) — 4:25
3. Preacher (рус. Проповедник) — 4:22
4. Soldiers of Hell (рус. Солдаты Ада) — 3:23
5. Diabolic Force (рус. Дьявольская сила) — 4:58
6. Adrian S.O.S. (рус. Адриан, сын Сатаны) — 2:49
7. Genghis Khan (рус. Чингисхан) — 4:11
8. Prisoner of Our Time (рус. Узник нашего времени) — 5:22

## Форматы и переиздания
Изначально альбом был выпущен в виде обычной виниловой пластинки (#N 0012) и в формате пикчер-диска (#N 0012PD).
В 1988 году альбом был издан на компакт-диске, став первым CD в каталоге лейбла Noise Records (NCD 001). В релиз были включены 2 бонус-трека, ранее выходившие на сингле «Victim Of States Power» (1984):
1. Walpurgis Night (рус. Вальпургиева ночь) — 4:09
2. Satan (рус. Сатана) — 5:00

Летом 2012 года альбом был переиздан британским лейблом Cherry Red в ремастированном виде с теми же двумя бонус-треками и 12-страничным буклетом (#CDLEM207).

## Участники записи
- Rock’n’Rolf — гитара, вокал
- Preacher — гитара
- Stephan — бас
- Hasche — ударные